# Beauzac
Beauzac é uma comuna francesa na região administrativa de Auvérnia-Ródano-Alpes, no departamento de Alto Loire. Estende-se por uma área de 36,2 km². Em 2010 a comuna tinha 3 019 habitantes (densidade: 83,4 hab./km²).